# Sarno
Sarno is een gemeente in de Italiaanse provincie Salerno (regio Campanië) en telt 31.580 inwoners (31-12-2004). De oppervlakte bedraagt 40,0 km², de bevolkingsdichtheid is 795 inwoners per km².
De volgende frazioni maken deel uit van de gemeente: Foce, Lavorate, Episcopio.

## Demografie
Sarno telt ongeveer 11251 huishoudens. Het aantal inwoners daalde in de periode 1991-2001 met 1,4% volgens cijfers uit de tienjaarlijkse volkstellingen van ISTAT.
| Jaar | Inwoneraantal |
| ---- | ------------- |
| 1991 | 31.509        |
| 2001 | 31.059        |

## Geografie
Sarno grenst aan de volgende gemeenten: Castel San Giorgio, Lauro (AV), Nocera Inferiore, Palma Campania (NA), Quindici (AV), San Valentino Torio, Siano, Striano (NA).